# Gösta Berling
Gösta Berling (Originaltitel: Gösta Berlings saga) ist ein Roman der schwedischen Schriftstellerin Selma Lagerlöf. Der Roman, Selma Lagerlöfs Erstlingswerk, erschien 1891. Er spielt im Värmland in den 1820er Jahren und handelt von dem abgesetzten Pfarrer Gösta Berling, der zum Anführer der Kavaliere auf Ekeby wird. Das abenteuerliche Leben dieser Kavaliere, ehemalige Offiziere und verarmte Adlige, die auf Gut Ekeby eine Freistatt gefunden haben und ihre Tage mit Liebesabenteuern, Musizieren, Kartenspielen und ähnlichen Vergnügungen verbringen, wird in zahlreichen recht selbständigen Kapiteln vorgestellt. Die Geschichte Gösta Berlings, der nach mancherlei Erlebnissen und Erfahrungen zu einem besseren Menschen geläutert wird, bildet hierbei die Rahmenhandlung für eine Reihe eher lose verknüpfter Episoden.
Die deutsche Erstausgabe kam 1896 bei Haessel in Leipzig heraus.

## Entstehungsgeschichte
Selma Lagerlöf wuchs auf mit einer Vielzahl von Geschichten, die sie im Elternhaus gehört hatte. In vielen dieser Geschichten ging es um trinkende Pfarrer und abgedankte Offiziere, die mit Beginn der Friedensperiode ab dem Jahr 1814 überflüssig geworden waren und oft genug auf Kosten ihrer Familien ein Leben als gehobene Tagediebe führten. Selma Lagerlöf fand, dass diese Originale, von denen sie so viel gehört hatte, mindestens ebenso gut als literarische Figuren taugen wie Carl Michael Bellmans Halbweltgestalten in Fredmans epistlar und Johan Ludvig Runebergs Soldaten in Fähnrich Stahl. Später erzählte sie, dass ihr im Herbst 1881 in Stockholm auf der Straße plötzlich der Gedanke kam, aus den Geschichten und den Menschen ihrer Heimat einen Roman zu machen. So entstand die Idee zu Gösta Berling. 1890 nahm sie mit fünf Kapiteln aus dem entstehenden Roman an einem Novellenwettbewerb der Zeitschrift Idun teil und gewann den Wettbewerb. 1891 erschien schließlich der komplette Roman.
Die Kritiken waren zunächst negativ, konservative und liberale Kritiker waren sich in ihrer Ablehnung einig. Auch der Verkauf war schlecht. Erst als 1893 der bekannte dänische Literaturkritiker Georg Brandes eine außerordentlich positive Rezension der dänischen Übersetzung veröffentlichte, änderte sich die Beurteilung des Romans. Im Lauf der Zeit wuchs der Erfolg von Gösta Berling immer mehr, und heute gehört es zu den bekanntesten und am meisten gelesenen schwedischen Büchern.
Vorbild für die Figur des Gösta Berling war möglicherweise Emanuel Branzell, ein värmländischer Pfarrer, der 1836 wegen Trinkerei aus dem Dienst entlassen wurde, als Bettler lebte und 1888 starb. Die äußere Erscheinung Gösta Berlings ist beeinflusst von einem Studenten, den Selma Lagerlöf 1873 bei einer Eisenbahnfahrt nach Stockholm kennengelernt hatte (eine Episode, von der sie in dem Tagebuch der Selma Ottilia Lovisa Lagerlöf berichtet). In der Figur der Marianne Sinclaire, die immerzu sich selbst beobachtet und über sich selbst nachdenkt, bis ihre Persönlichkeit in Fetzen liegt, kann man ein verstecktes Selbstporträt Selma Lagerlöfs sehen. In der Figur des Lilijecrona, der sein Heim liebt, den es aber dennoch immer wieder nach Ekeby zieht, porträtierte Selma Lagerlöf ihren Großvater väterlicherseits Daniel Lagerlöf.

## Handlung

### Einleitung

#### Teil I.
Prästen („Der Pfarrer“): Der junge Pfarrer Gösta Berling ist der Trunksucht verfallen und vernachlässigt daher seine Amtspflichten. Obwohl er bei der Visitation des Bischofs in seiner Gemeinde eine begnadete Predigt gehalten hat, verlässt er nach der Visitation, die ihn eigentlich entlastet hat, das Pfarrhaus bei Nacht und Nebel und kehrt nicht mehr in sein Amt zurück.

#### Teil II.
Tiggaren („Der Bettler“): Gösta Berling hat ein kleines Mädchen bestohlen und will nun Selbstmord begehen. Doch die Majorin auf Ekeby hindert ihn daran und macht ihn zu einem der Kavaliere auf Ekeby. Hierbei erzählt sie ihm ihre Geschichte: Sie war einst die junge, schöne und unschuldige Margareta Celsing. Diese liebte Altringer, einen kräftigen und herrlichen, aber armen Mann. Doch ihre Eltern zwangen sie, den ungeliebten Major Bernt Samzelius zu heiraten. Margareta hatte ein heimliches Verhältnis mit Altringer. Als ihre Mutter zu ihr kam und ihr Vorhaltungen machte, wies Margareta ihre Mutter zurück und spiegelte vor, sie nicht zu kennen. Die Mutter verfluchte sie, worauf Margareta ihre Mutter schlug. Als der inzwischen zu Reichtum gekommene Altringer starb, vererbte er dem Major Samzelius seine sieben Güter, die nun von der Majorin bewirtschaftet werden (verheiratete Frauen konnten damals kein Eigentum besitzen, weshalb der Major als Erbe eingesetzt werden musste).

### Erstes Kapitel
Landskapet („Die Landschaft“): Eine poetische Beschreibung der Landschaft, in der der Roman spielt.

### Zweites Kapitel
Julnatten („Die Weihnachtsnacht“): In der Weihnachtsnacht kommt der Teufel in Gestalt des bösen Bergwerksbesitzers Sintram nach Ekeby, wo die Kavaliere Weihnachten feiern. Sintram berichtet, dass er mit der Majorin einen Vertrag hat: Jedes Jahr opfert die Majorin ihm die Seele eines Kavaliers. Darauf schließen die Kavaliere mit Sintram einen Vertrag: Die Kavaliere dürfen ein Jahr lang die sieben Güter der Majorin für sich nutzen. Wenn sie in diesem Jahr etwas tun, was nicht kavaliersmäßig ist, insbesondere wenn sie etwas Nützliches tun, dann darf der Teufel nach Ablauf des Jahres ihre Seelen holen. Wenn aber die Kavaliere den Vertrag einhalten, holt der Teufel die Seele der Majorin.

### Drittes Kapitel
Julmiddagen („Das Weihnachtsessen“): Beim Festessen am ersten Weihnachtstag fängt einer der Kavaliere einen Streit mit der Majorin an und gibt im Zorn das Verhältnis der Majorin mit Altringer bekannt. Der Major, der behauptet, hiervon nichts gewusst zu haben, verbannt die Majorin von seinem Hof. Die Majorin nimmt ihr Schicksal an: Nun hat sich der Fluch der Mutter erfüllt. Der Major verlässt Ekeby und zieht auf ein anderes Gut.

### Viertes Kapitel
Gösta Berling, poeten („Gösta Berling, der Poet“). Im Haus des Hauptmanns Uggla herrschen Armut und Not. Rettung scheint vor der Tür zu stehen, da der Sohn Ferdinand mit der schönen und reichen Anna Stjärnhök verlobt ist. Doch diese hat ihre Meinung geändert und sich mit dem alten, aber reichen Dahlberg verlobt. Gösta Berling verspricht, Anna Stjärnhök zurückzuholen. Doch dann verlieben sich Gösta Berling und Anna ineinander. Gösta will mit Anna durchbrennen, aber als sie von Wölfen verfolgt werden, sieht er das als von Gott gesandtes Zeichen an und bittet Anna, Ferdinand zu heiraten.

### Fünftes Kapitel
La cachucha („La cachucha“): Liljecrona, einer der Kavaliere, spielt auf seiner Geige immerzu den Tanz La cachucha. Der alte Fähnrich Örneclou, der mit Gicht im Bett liegt, leidet darunter, dass er nicht zur Musik tanzen kann.

### Sechstes Kapitel
Balen på Ekeby („Der Ball auf Ekeby“): Auf Ekeby findet ein Ball statt. Gösta Berling verliebt sich in die schöne und kluge Marianne Sinclaire. Ihr Vater, der Bergwerksbesitzer Melchior Sinclaire, spielt mit Gösta Berling Karten. Nachdem Melchior Sinclaire schon sein Bargeld und seinen Mantel verspielt hat, setzt er seine Zustimmung dazu, dass Gösta Berling seine Tochter heiratet, ein. Dies kann er unbedenklich tun, denn er ist sich sicher, dass seine Tochter Gösta Berling niemals heiraten wird. Gösta gewinnt. Doch dann sieht Melchior Sinclaire, wie Gösta und Marianne sich küssen. Er ist wütend, dass seine Tochter sich mit Gösta Berling einlässt, und verlässt mit seiner Frau den Ball. Marianne wandert durch die eisige Winternacht nach Hause, ihr Vater lässt sie aber nicht ins Haus und schlägt sogar Mariannes Mutter, als diese die Tür öffnen will. Marianne legt sich in den Schnee, um zu sterben. Hier wird sie von den Kavalieren gefunden, die sie mit nach Ekeby nehmen. Marianne erkennt, dass sie Gösta Berling liebt.

### Siebtes Kapitel
De gamla åkdonen („Die alten Fahrzeuge“): Die Majorin will zu ihrer Mutter gehen, um sich mit ihr zu versöhnen. Aber vorher will sie Ekeby mit Hilfe des Personals von den Kavalieren befreien. Doch Marianne Sinclaire vereitelt den Anschlag.

### Achtes Kapitel
Den stora björnen i Gurlita klätt („Der große Bär vom Gurlitafelsen“): Major Anders Fuchs, einer der Kavaliere, ist darauf versessen, den großen Bären vom Gurlitafelsen zu erlegen. Dazu benötigt man eine Zauberkugel, die er auch schon gegossen hat. Doch den entscheidenden Schuss überlässt er dem Küster von Bro, damit dieser den Organisten beeindrucken kann und vom Organisten die Zustimmung bekommt, dass er dessen Schwester heiraten darf. Hinterher grämt sich Fuchs, dass der Triumph, den Bären erlegt zu haben, nicht ihm zuteilwurde. Als dann herauskommt, dass der Küster doch nicht den richtigen Bären erlegt hat, ist Anders Fuchs glücklich.

### Neuntes Kapitel
Auktionen på Björne („Die Auktion in Björne“): Marianne Sinclaire ist an den Pocken erkrankt. Sie überlebt, aber ihre Schönheit ist dahin. Ihr Vater will sein Haus versteigern lassen, damit Marianne es nicht erben kann. Im letzten Augenblick erst bricht er die Auktion ab. Marianne kehrt zu ihren Eltern zurück und versöhnt sich mit ihnen. Gösta Berling ist außer sich vor Wut. Marianne gelingt es nicht, ihn zurückzugewinnen, weil sie zur Selbstreflexion neigt und zu reinen und starken Gefühlen nicht fähig ist. Dennoch trauert sie Gösta Berling nach.

### Zehntes Kapitel
Unga grevinnan („Die junge Gräfin“). Die schöne junge Gräfin Elisabet Dohna ist mit dem ebenfalls noch jungen, aber dummen und hochmütigen Grafen Henrik Dohna verheiratet. Bei einem Ball in der Residenz des länsman (ungefähr: Landpolizeikommissar) kommt bei Elisabet Dohna keine Freude auf, weil sie Mitleid mit der dort inhaftierten Majorin hat. Sie bittet Gösta Berling, die Majorin zu befreien, doch dieser lehnt das Ansinnen ab. Aus Ärger hierüber weigert sich Elisabet Dohna, mit Gösta Berling zu tanzen. Um sie hierfür zu bestrafen, entführen die Kavaliere sie, bringen sie aber wohlbehalten nach Hause. Dort erkennt Gösta Berling, wie gut die junge Gräfin ist. Er will sein Leben ihrem Dienste widmen. Graf Dohna verlangt von seiner Frau, dass diese Gösta Berling zur Wiedergutmachung für den verweigerten Tanz die Hand küsst. Gösta Berling lässt dies nicht zu und steckt die Hände ins Feuer. Elisabet Dohna ist überwältigt, dass ein Mann so etwas Herrliches tun kann. Später erfährt sie, dass die Kavaliere die Majorin befreit haben. Elisabet und Gösta Berling freunden sich an.

### Elftes Kapitel
Spökhistorier („Gespenstergeschichten“): Ulrika Dillner, die alte Haushälterin des Hauptmanns Uggla, hat den bösen Sintram geheiratet, bereut diese Eheschließung aber sehr. Anna Stjärnhök, die im Haus des Hauptmanns Uggla lebt, holt Ulrika zurück. Anna Stjärnhök trauert immer noch Gösta Berling nach und ist sich nicht sicher, ob die Wölfe wirklich von Gott geschickt worden sind. Unterwegs haben Ulrika und Anna eine unheimliche Erscheinung.

### Zwölftes Kapitel
Ebba Dohnas historia („Ebba Dohnas Geschichte“): Anna Stjärnhök erzählt Elisabet Dohna die Geschichte von Ebba Dohna, der vor fünf Jahren verstorbenen Schwester von Henrik Dohna. Ebba Dohna war ein frommes Mädchen, das Jesus Christus über alles liebte. Eines Tages lernte sie den jungen Hauslehrer ihres Bruders Henrik kennen und verlobte sich mit ihm. Sie wünschte, dass ihr Verlobter Pfarrer werde und Christus diene. Nachdem sie eines Tages erfuhr, dass ihr Verlobter in Wahrheit ein abgesetzter Pfarrer war und ihren Wunsch nicht erfüllen konnte, zog sie sich absichtlich eine Lungenentzündung zu und starb. Als Elisabet Dohna begreift, dass Ebba Dohnas Verlobter niemand anderes als Gösta Berling war, weist sie ihn aus ihrem Haus.

### Dreizehntes Kapitel
Mamsell Marie („Mamsell Marie“): Die über vierzigjährige Näherin Mamsell Marie wollte nie etwas von der Liebe wissen, ist aber nun doch, unglücklich, verliebt. Gräfin Märta Dohna, Henrik Dohnas Mutter, kehrt nach fünfjähriger Abwesenheit zurück und freundet sich mit Mamsell Marie an. Mamsell Marie vertraut ihr ihre Liebesgeschichte an. Märta Dohna benutzt dies, um Mamsell Marie öffentlich zu verhöhnen und zu demütigen.

### Vierzehntes Kapitel
Kusin Kristofer („Vetter Kristofer“): Vetter Kristofer, einer der Kavaliere von Ekeby, will um die Hand der verwitweten Märta Dohna anhalten. Als diese ihm erzählt, wie sie Mamsell Marie behandelt hat, lässt er es aber doch.

### Fünfzehntes Kapitel
Livets stigar („Die Pfade des Lebens“): Gösta Berling will sich mit einem armen und geistig minderbemittelten Mädchen verloben. Um dies zu verhindern, wandert Elisabet Dohna nachts über das Eis nach Ekeby. Gösta Berling und Elisabet Dohna versöhnen sich.

### Sechzehntes Kapitel
Botgöring („Die Buße“): Elisabet Dohnas nächtliche Wanderung zu Gösta Berling hat böse Gerüchte in Umlauf gesetzt. Märta Dohna zwingt Elisabet mit einer List zu dem Geständnis, dass sie Gösta Berling liebt. Henrik Dohna ordnet an, dass Elisabet zur Strafe von seiner Mutter wie eine Dienerin behandelt wird. Märta Dohna quält ihre Schwiegertochter grausam. Elisabet nimmt dies an, weil sie selbst für die unerlaubte Liebe zu Gösta Berling bestraft werden will. Nach einem Monat flieht sie, als sie glaubt, von Gott ein Zeichen erhalten zu haben.

### Siebzehntes Kapitel
Järnet från Ekeby („Das Eisen aus Ekeby“): Obwohl die Kavaliere die Güter der Majorin haben verfallen lassen und die Eisenproduktion eingestellt haben, wollen sie die vertraglich vereinbarte Menge Eisen, die die Majorin jedes Jahr liefern sollte, nach Göteborg schaffen. Unterwegs treffen sie Elisabet Dohna. Gösta Berling möchte sie gerne mit nach Ekeby nehmen, aber er lässt sich von ihrem Flehen erweichen und lässt sie ziehen. Mit Tricks gelingt es den Kavalieren, vorzutäuschen, dass die geschuldete Menge an Eisen geliefert sei, und retten damit die Ehre von Ekeby. Gösta Berling aber ist deprimiert, weil er Elisabet ziehen ließ. Henrik Dohna hat zwischenzeitlich die in Italien formunwirksam geschlossene Ehe mit Elisabet Dohna für nichtig erklären lassen.

### Achtzehntes Kapitel
Liljecronas hem („Liljecronas Heim“): Liljecrona, einer der Kavaliere auf Ekeby, ist Besitzer des kleinen Gutshofs Lövdala. Obwohl er dort ein gutes Heim und eine ihn liebende Familie hat, zieht es ihn immer wieder nach Ekeby, weil ihm das Glück in Lövdala zu viel wird und ihm das turbulente, abenteuerliche Leben in Ekeby fehlt.

### Neunzehntes Kapitel
Dovres Häxa („Die Hexe von Dovre“): Die böse und unglücksbringende Hexe von Dovre streift durch das Land. Sie verlangt von Märta Dohna einen dicken Schinken. Märta Dohna weigert sich, den Schinken herauszugeben. Deshalb verflucht die Hexe die geizige Märta Dohna: Elstern stürzen sich ständig auf Märta Dohna, sodass diese sich nur noch in Gebäuden aufhalten kann.

### Zwanzigstes Kapitel

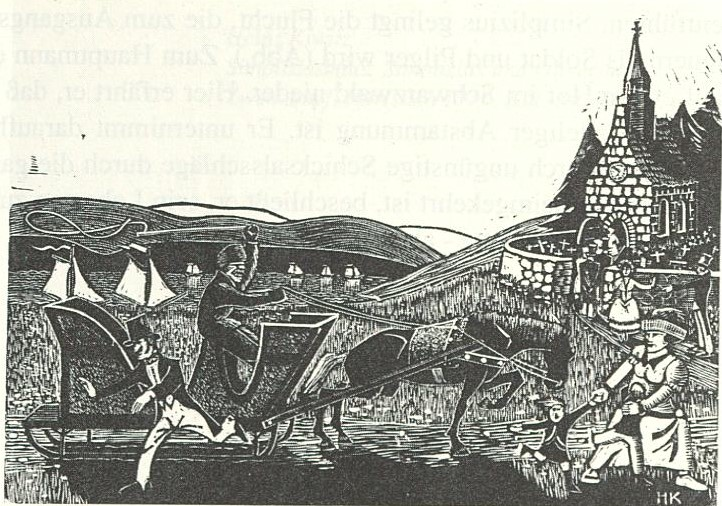
Heinz Kiwitz: Der böse Sintram fährt zur Kirche (1929)

Midsommar („Mittsommer“): Am Mittsommertag fährt im schönsten Sommerwetter der böse Sintram im Wolfspelz mit dem Schlitten zur Kirche und lässt die Menschen frösteln.

### Einundzwanzigstes Kapitel
Fru Musica („Frau Musica“): Gösta Berling ist schwermütig, seit er Elisabet Dohna ziehen ließ. Die Kavaliere spielen die Oxford-Symphonie von Joseph Haydn, um ihn aufzumuntern. Doch es nützt nichts. Da spielt der alte Löwenborg, der großen Kummer hat, weil vor langer Zeit seine Verlobte ertrunken ist, eine Klaviersonate von Ludwig van Beethoven – aber nicht auf einem wirklichen Klavier, sondern auf einer auf einen Tisch gemalten Klaviatur. Als Gösta Berling sieht, wie glücklich Löwenborg hierbei ist, wird er selbst auch wieder froh.

### Zweiundzwanzigstes Kapitel
Brobyprästen („Der Pfarrer von Broby“): Der alte Pfarrer von Broby ist so geizig, dass er bösartig und fast wahnsinnig geworden ist. Doch als die Geliebte seiner Jugend zu Besuch kommt, ist er wie verwandelt, liebenswürdig, höflich und rücksichtsvoll. Als sie wieder abreist, ist er verzweifelt.

### Dreiundzwanzigstes Kapitel
Patron Julius („Patron Julius“): Patron Julius, einer der Kavaliere, nimmt tränenreichen Abschied von Ekeby. Sein Gewissen mahnt ihn, dass er endlich wieder zu seiner alten Mutter ziehen muss. Doch am Abend ist er wieder zurück. Die Kavaliere haben ihn schon erwartet: Einmal im Jahr ruft ihn sein Gewissen, doch jedes Mal kehrt er kurz nach der Abreise wieder um.

### Vierundzwanzigstes Kapitel
Lerhelgonen („Die Heiligen aus Ton“): Graf Henrik Dohna lässt, um Gott zu versöhnen, die Kirche von Svartsjö restaurieren. Hierbei lässt er alle Heiligenfiguren im See versenken. Im Gottesdienst will der Pfarrer Henrik Dohna für die Renovierung danken. Doch in diesem Augenblick kommen die als Heiligenfiguren verkleideten Kavaliere in die Kirche und tragen Henrik Dohna hinaus. Hierauf reist Henrik Dohna mit seiner Mutter ab und kehrt niemals wieder.

### Fünfundzwanzigstes Kapitel
Guds vandringsman („Der Bote Gottes“): Der gute und freundliche Hauptmann Lennart saß fünf Jahre unschuldig wegen Diebstahls im Gefängnis, hat aber jetzt seine Strafe abgesessen und ist auf dem Weg zu seinem Hof und seiner Familie. Sintram und die Kavaliere passen unterwegs Lennart ab und machen sich einen Spaß daraus, ihn betrunken zu machen und ihm ein Verbrechergesicht anzumalen. In diesem Zustand bringen sie ihn nach Hause. Lennarts Frau ist entsetzt, weil sie ihren Mann für einen Herumtreiber hält, und lässt ihn nicht ins Haus. Hauptmann Lennart akzeptiert sein Schicksal als von Gott auferlegt und beginnt, als Bote Gottes durch die Gegend zu wandern.

### Sechsundzwanzigstes Kapitel
Kyrkogården („Der Friedhof“): Im letzten Jahr hat Acquilon, einer der Kavaliere, Selbstmord begangen. Deshalb durfte er nicht auf dem Friedhof von Svartsjö, sondern nur außerhalb des Friedhofs vor der Mauer begraben werden. Drei der Kavaliere, Beerencreutz, Fuchs und Ruster, spielen auf Acquilons Grab Karten, damit ihm dort nicht langweilig wird.

### Siebenundzwanzigstes Kapitel
Gamla visor („Alte Lieder“): Marianne Sinclaire verlobt sich mit Baron Adrian, obwohl sie ihn nicht liebt. Sie will nur von ihrem Vater wegkommen. Auch Baron Adrian, ein lustiger und fröhlicher Mann, sagt, dass er Marianne nicht liebt, sondern nur ihr Geld will. Als Melchior Sinclaire einen Schlagfall erleidet und danach sanftmütig und nicht mehr so aufbrausend und jähzornig ist, will Marianne die Verlobung lösen. Doch da wird Baron Adrian böse. Er gesteht, dass er Marianne liebt und es sich nur nicht getraut hat, ihr das zu sagen. Marianne will versuchen, ihn auch zu lieben. Liebe mit Wehmut gemischt, so gefällt es ihr am besten.

### Achtundzwanzigstes Kapitel
Döden befriaren („Der Tod, der Befreier“): Ferdinand Uggla stirbt. Seine Mutter begrüßt freudig den Tod ihres Sohnes. Sie hat gemerkt, dass Anna Stjärnhök ihn nicht liebt, sondern nur aus Mitleid zurückgekehrt ist.

### Neunundzwanzigstes Kapitel
Torkan („Die Dürre“): Seit Mittsommer herrscht ungewöhnlich heißes und trockenes Wetter. Die Ernte verdorrt. Die Menschen glauben, dass Gott den geizigen Pfarrer von Broby bestrafen will. In einem Gespräch vertraut dieser Gösta Berling an, dass er als junger Pfarrer geizig geworden ist, als er die Armut und die Not in den abgelegenen Gemeinden im nördlichen Värmland kennengelernt hat. Zusammen mit Gösta Berling begeistert er sich für die Ideale seiner Jugend. Gösta Berling rät ihm, im nächsten Gottesdienst um Regen zu beten. Der Pfarrer von Broby folgt dem Rat. Am Ende des Gottesdienstes fängt es an zu regnen. Überwältigt vor Glück bricht der Pfarrer tot zusammen.

### Dreißigstes Kapitel
Barnets mor („Die Mutter des Kindes“): Elisabet Dohna hat unter falschem Namen bei Bauern gelebt. Ende August bringt sie ein Kind zur Welt. Weil Henrik Dohna die Ehe mit ihr hat annullieren lassen und damit das zu früh geborene und kränkliche Kind einen Vater hat, bittet Elisabet Dohna Gösta Berling, sie zu heiraten – nicht aus Liebe, sondern um dem Kind einen Vater zu geben. Gösta Berling willigt ein, wenn auch widerwillig, weil er mit solch einer Hochzeit Elisabets Zukunft zerstört. Kurz nach der Hochzeit stirbt das Kind. Elisabet ist glücklich, dass sie dadurch, dass sie ihre eigene Zukunft geopfert hat, ihrem Kind noch ihre Liebe beweisen konnte.

### Einunddreißigstes Kapitel
Amor vincit omnia („Amor vincit omnia“): Der Philosoph Onkel Eberhard, einer der Kavaliere auf Ekeby, hat gerade ein Buch vollendet, in dem er beweist, dass es keinen Gott gibt, dass die Liebe nichts als eine Regung des Körpers, vergleichbar dem Hunger, ist und dass das einzige Gute die Arbeit ist. Onkel Eberhard erzählt Elisabet von seinem Buch. Elisabet ist betrübt und sagt, sie könne nicht mehr leben, wenn das stimmt, was in dem Buch steht. Damit Elisabet in Frieden leben kann, versteckt Onkel Eberhard das Buch in einer Kiste mit der Aufschrift Labor vincit omnia („Die Arbeit besiegt alles“) in der Kirche von Svartsjö. Erst wenn das Jahrhundert vorbei ist, darf die Kiste geöffnet und das Buch gelesen werden. Eigentlich aber müsste die Aufschrift auf der Kiste Amor vincit omnia („Die Liebe besiegt alles“) heißen, denn aus väterlicher Liebe zu Elisabet verzichtet Onkel Eberhard darauf, durch Veröffentlichung seines Buchs berühmt zu werden.

### Zweiunddreißigstes Kapitel
Nygårdsflickan („Das Mädchen von Nygård“): Das Mädchen, mit dem sich Gösta Berling verloben wollte, ist verzweifelt in den Wald gelaufen, als es von der Hochzeit Gösta Berlings mit Elisabet Dohna erfahren hat. Die Bauern suchen das Mädchen ohne Erfolg. Wütend begeben sie sich nach Ekeby, um sich an Gösta Berling zu rächen. Doch den Kavalieren gelingt es, die Bauern mit Essen und Trinken zu besänftigen. Plötzlich meinen die Bauern, sie hätten das Mädchen gesehen. Sie wollen das Mädchen befreien, doch in diesem Augenblick kommen andere Bauern, die die Leiche des Mädchens im Wald gefunden haben. Die Bauern haben Elisabet mit dem Mädchen verwechselt. Gösta Berling empfindet eine tiefe Zuneigung zu den armen Bauern.

### Dreiunddreißigstes Kapitel
Kevenhüller („Kevenhüller“): Der deutsche Adlige Kevenhüller hat in den 1770er Jahren die elterliche Burg verlassen und eine Uhrmacherlehre gemacht. Eines Tages traf er in Karlstad auf dem Marktplatz die Waldfrau. Weil Kevenhüller ehrerbietig und höflich zu ihr war, verlieh sie ihm eine besondere Gabe: Er kann Wunderwerke herstellen, aber von jedem nur eines. Kevenhüller stellte einen von selbst fahrenden Wagen und eine Flugmaschine her. Doch beide Apparate wurden zerstört, und Kevenhüller gelang es nicht, neue anzufertigen. Dann wurde er einer der Kavaliere auf Ekeby. Nun glaubt er, in Gösta Berlings Ehefrau Elisabet die Waldfrau wiederzuerkennen. Hierdurch erwacht seine Arbeitslust, und er stellt eine künstliche Sonne her. Doch aus Verzweiflung über sein Schicksal, jeweils nur ein Wunderwerk herstellen zu können, und aus Hass auf die Waldfrau lässt Kevenhüller Ekeby abbrennen. Die Waldfrau nimmt Kevenhüller auf dessen Bitte seine Gabe, erklärt ihm aber, was sie damit bezweckte: Sie hat ihm nie verboten, die Wunderwerke von anderen nachbauen zu lassen. Sie wollte Kevenhüller nur vor Handwerkerarbeit bewahren.

### Vierunddreißigstes Kapitel
Broby marknad („Der Jahrmarkt von Broby“): Auf dem Jahrmarkt von Broby rettet Hauptmann Lennart mehrere Kinder vor einem wilden Schläger, indem er sich selbst dazwischen wirft. Tödlich verletzt, wird er nach Hause getragen. Nun erkennt seine Frau sein wahres Gesicht und erfährt, wie ihr Mann als Bote Gottes Gutes getan hat. Hauptmann Lennart schlägt die Augen auf, merkt, dass er zu Hause ist, und stirbt.

### Fünfunddreißigstes Kapitel
Skogstorpet („Das Haus im Wald“): Im Wald in der Nähe von Ekeby lebt der alte Jan Hök mit seiner Frau. Jan Hök ist verbittert und bösartig, da er im Krieg soviel Schlechtes gesehen hat. Elisabet kommt zu ihm ins Haus, weil sie Gösta Berling sucht. Dieser ist verschwunden, seit Hauptmann Lennart gestorben ist. Da wird Gösta Berling von Dienern, die ihn im Wald gefunden haben, gefesselt hereingeführt. Gösta Berling berichtet, dass er eigentlich aus Scham über das, was er Hauptmann Lennart angetan hat, in fremde Länder auswandern wollte; aber Sintram hat ihn überredet, zu sterben. Elisabet ihrerseits erzählt Gösta Berling, dass die Kavaliere ihre Missetaten wiedergutmachen wollen und angefangen haben zu arbeiten. Elisabet mahnt Gösta Berling, weiterzuleben und an ihrer Seite den Menschen zu helfen. Nun ist auch Jan Hök geheilt: Endlich hat er einen guten Menschen kennengelernt, nämlich Elisabet.

### Sechsunddreißigstes Kapitel
Margareta Celsing („Margareta Celsing“): Die Majorin hat sich mit ihrer Mutter versöhnt und ist nun auf dem Weg nach Ekeby. Unterwegs hört sie immerzu gute Neuigkeiten: Gösta Berling hilft, unterstützt von Anna Stjärnhök und Marianne Sinclaire, den Armen und Schwachen. Auf den Bauernhöfen bekommen die Hungernden warmes Essen. Der alte Propst von Bro predigt vom Nahen des Reiches Gottes. An Heiligabend trifft die Majorin mit hohem Fieber in Ekeby ein. Doch als sie erfährt, welchen Pakt die Kavaliere im Vorjahr mit dem Teufel geschlossen haben und dass die Kavaliere sie für eine Hexe halten, wird sie böse. Sie beschließt, die Kavaliere und Gösta Berling zu verderben, indem sie ihnen Ekeby vermacht. Gösta Berling soll sich von seiner jungen Frau trennen. Aber in diesem Augenblick hört die Majorin, wie die Schmiede von Ekeby zu arbeiten beginnt. Da wird die Majorin weich. Die Majorin auf Ekeby ist verschwunden, und Margareta Celsing kommt wieder zum Vorschein. Glücklich und erlöst stirbt sie. Gösta Berling will mit Elisabet ein kleines Haus beziehen und dort sein barmherziges Wirken fortsetzen. Die Kavaliere aber werden in alle Himmelsrichtungen zerstreut. Sintram indessen stirbt in dieser Weihnachtsnacht unter ungeklärten Umständen, worauf seine Witwe Ulrika Dillner dessen Haus in ein gutes Heim verwandelt.

## Interpretation

### Phantasie
Gösta Berling ist ein Hohes Lied der Phantasie. In einer Zeit, in der eine realistische, oft sozialkritische, Schreibweise an der literarischen Tagesordnung war, verweigerte sich Selma Lagerlöf bewusst dem Zeitgeschmack und setzte auf eine phantasievolle Erzählung mit Märchen- und Sagenelementen. Dies wird schon im Originaltitel des Werkes deutlich (Saga bedeutet ungefähr „Märchen“). Dem grauen, langweiligen Alltag stellt Selma Lagerlöf die poetische Beschreibung des Lebens im Värmland vergangener Zeiten entgegen, nicht wie es wirklich war, sondern wie sie es sich vorstellte und erträumte. Pathos und große Leidenschaften kennzeichnen ebenso wie abenteuerliche Geschichten und übernatürliche Erscheinungen das Buch, das der zeitgenössischen „Grauwetterliteratur“ die Feier von Schönheit und Lebensfreude entgegensetzt.
Zugleich schildert der Roman aber auch die Unzulänglichkeit der Phantasie vor der Wirklichkeit. Im Kapitel Fru Musica gelingt es Löwenborg nicht, die Musik, die er in seinem Kopf hört, auf einem wirklichen Klavier erklingen zu lassen. Und im Kapitel Lerhelgonen wird ein Maler erwähnt, der nicht in der Lage ist, die wunderbaren Bilder, die er in seiner Vorstellung sieht, auf die Decke der Kirche von Svartsjö zu malen.

### Zerstörung und Tod
Zerstörerische, dämonische Kräfte sind nie weit entfernt in der Welt von Gösta Berling. Besonders suggestiv wird dies im Kapitel Den stora björnen i Gurlita klätt ausgedrückt: „Böse ist die Natur, besessen von unsichtbaren Mächten, die dem Menschen schaden.“ Von ähnlicher Wirkung ist das Auftreten des bösen Sintram mit Schlitten und Winterpelz am Mittsommertag. Diese Allgegenwart des Bösen bildet den Kontrapunkt zu der Freude und dem Vergnügen, das die Kavaliere in die Welt tragen.
Aber auch das Wirken der Kavaliere selbst wird als zerstörerisch beschrieben, als Sturm – ein Sturm kündigt bei Selma Lagerlöf immer durchgreifende, schmerzliche Veränderungen an, so in Jerusalem I und im Einleitungskapitel von Liljecronas Heim – und als Wilde Jagd.
Schließlich ist auch der Tod – „mein bleicher Freund“, wie es im Kapitel Döden befriaren heißt – stets gegenwärtig, von der Einleitung, in der Gösta Berling den Tod in den „ewigen Wäldern“ sucht, bis zum Schlusskapitel, in welchem die Majorin stirbt.

### Die Landschaft
Ausgangspunkt des ganzen Romans ist die Landschaft, die nicht umsonst zu Beginn des Romans vorgestellt wird. Die ganze Handlung wird sogar als „Erinnerungen“ dieser Landschaft bezeichnet. Selma Lagerlöf ging von der Landschaft aus, in der sie aufwuchs, und die sie im Roman ins Romantische und Phantastische steigerte. Dabei sind die realen Vorbilder allenthalben zu erkennen: Der Löven-See des Romans ist der värmländische Fryken-See, das Ekeby des Romans hat sein Vorbild in dem Gut Rottneros, und Vorbild für das Lövdala des Romans ist Mårbacka, das Gut von Selma Lagerlöfs Eltern. Selma Lagerlöfs Heimatgemeinde Östra Ämtervik taucht in dem Roman unter dem Namen Svartsjö auf, und das Bro des Romans ist in der Wirklichkeit der Ort Sunne.

### Ekeby und die Kavaliere
Bei der Beschreibung von Ekeby kommt etwas Mythisches ins Spiel. Ekeby wird zum Paradies, zum Ort ewigen Glücks. „Das Land, wo Milch und Honig fließt“, heißt es unter Verwendung eines Bibelzitats im Kapitel Gösta Berling, poeten. Und im Kapitel Järnet från Ekeby wird Ekeby als „Land der Sehnsucht“ bezeichnet. Atterboms Lycksalighetens ö war hier ein literarisches Vorbild. Auch die Kavaliere, farbenprächtige und ins Phantastische gesteigerte Porträts von markanten Personen aus dem Värmland vergangener Zeiten, haben etwas Mythisches an sich, allein schon durch die bedeutungsschwangere Zwölfzahl. Im Roman selbst wird auf die Götter des Olymp und die Ritter der Tafelrunde von König Artus verwiesen. Gleichzeitig tragen die Kavaliere aber auch parodistische Züge: Ehemalige Kriegshelden, deren Heldentaten jetzt im Musizieren und Kartenspielen bestehen.

### Der Teufelspakt
Der Teufelspakt bildet gewissermaßen die Rahmenhandlung des Romans. Selma Lagerlöf spielt hier deutlich auf die Faust-Sage an. Dem Kapitel Julnatten wollte Selma Lagerlöf ursprünglich sogar ein Motto aus Goethes Faust voranstellen: Blut ist ein ganz besondrer Saft.
Zugleich spielt Selma Lagerlöf virtuos mit dem Teufelsmotiv: Ob Sintram wirklich der Teufel ist oder mit dem Teufel im Bunde steht oder ob er nur ein undurchsichtiger Geschäftsmann und Waffenschieber ist, dem nur der volkstümliche Aberglaube ein Bündnis mit dem Teufel zuschreibt, bleibt bis zum Schluss offen.

### Die Majorin

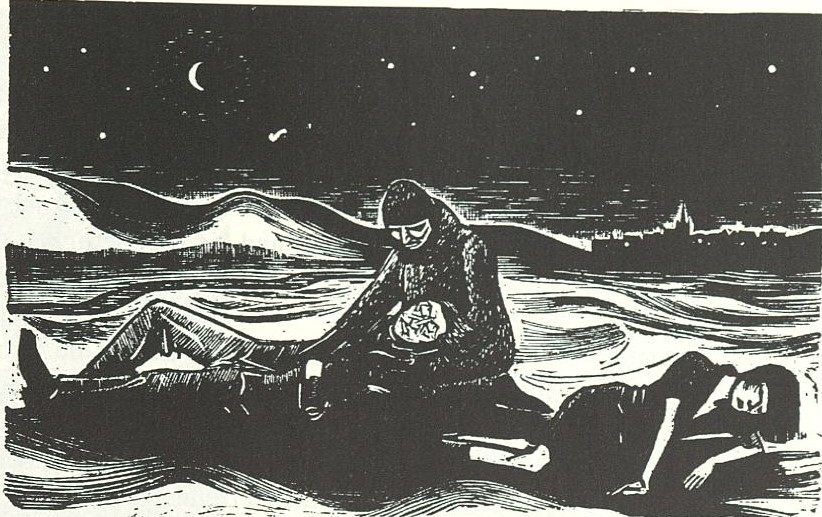
Heinz Kiwitz: Die Majorin findet Gösta im Schnee (1929)

Die Majorin ist die erste in einer ganzen Reihe von starken Frauen, die in Selma Lagerlöfs Werk eine wichtige Rolle spielen: Frauen, die selbstbewusst auf eigenen Füßen stehen und sich gegen schwache und unfähige Männer durchsetzen müssen. So gesehen verkörpert die Majorin das Prinzip des Matriarchats. Die Majorin stürzt, weil sie sich selber gegen das Matriarchat versündigt hat, indem sie ihre Mutter geschlagen hat. Erst die Liebe einer anderen Frau, Elisabet Dohnas Liebe zu Gösta Berling, stellt die Ordnung wieder her.

### Das Heim
Das Heim und dessen Bedrohung hat für Selma Lagerlöf immer eine besondere Bedeutung, nicht zuletzt wegen ihrer eigenen Kindheits- und Jugenderfahrung. Ihr eigenes Heim, das Gut Mårbacka, musste ein Jahr vor Erscheinen von Gösta Berling verkauft werden. Dieses Thema spielt auch in Gösta Berling mehrfach eine Rolle. Die Familie des Hauptmanns Uggla zittert davor, dass der böse Gutsherr Sintram ihr das Heim nimmt. Das gute Heim, das Liljecrona in Lövdala hat, wird in einem eigenen Kapitel gefeiert. Selma Lagerlöf war dies so wichtig, dass sie Liljecronas Heim später sogar zum Thema eines eigenen Romans, Liljecronas Heim, machte. Und wenn es im Kapitel De gamla åkdonen heißt, die Majorin sei nicht die einzige, die die Zerstörung eines geliebten Heims erleben musste, so besteht kein Zweifel, dass Selma Lagerlöf hier von sich selbst spricht. Noch ganz am Schluss erfährt der Leser, dass Ulrika Dillner das Haus des bösen Sintram nach dessen Tod in ein gutes Heim verwandelt.

### Erlösung durch Liebe
Der Sieg der Liebe ist, wie letztlich in den meisten Werken von Selma Lagerlöf, das große Thema von Gösta Berling. Elisabets Liebe ist es, die Gösta Berling erlöst und auf den rechten Weg führt. Aber die Liebe hat in Gösta Berling viele Facetten: Die leidenschaftliche und stürmische Liebe Gösta Berlings zu Anna Stjärnhök und Marianne Sinclaire, die schwärmerische und vergeistigte Liebe Ebba Dohnas zu Jesus, die wehmütige Liebe Marianne Sinclaires zu Baron Adrian, die väterliche Liebe Onkel Eberhards zu Elisabet, sogar die wilde, aber aufrichtige Liebe der Kavaliere zu dem toten Aquilon – die Liebe ist immer gegenwärtig.

### Arbeit
„Die gute, freudebringende Arbeit“, heißt es im Kapitel Midsommar. Labor vincit omnia – die Arbeit besiegt alles – lässt Onkel Eberhard auf die Kiste prägen, in der er sein Buch, ein Lobpreis der Arbeit, in der Kirche von Svartsjö versteckt. Noch im Schlusskapitel des Romans ist von der „Siegeshymne der Arbeit“ die Rede. Der Sieg, die segensreiche Wirkung der Arbeit ist eines der wichtigen Themen von Gösta Berling. Durch Arbeit überwinden die Kavaliere ihr leichtsinniges Leben, durch Arbeit bei ihrer Mutter findet die Majorin Frieden und Vergebung, und durch Arbeit überwinden Gösta Berling und Elisabet die Schuld, die sie auf sich geladen haben.

## Sprache und Erzähltechnik
Charakteristisch für die Sprache in Gösta Berling ist ein überschwänglicher und emphatischer Ton, die Verwendung von Ausrufen, Interjektionen, Superlativen und Paradoxa („Gösta Berling, stärkster und schwächster unter den Menschen“ - aus dem Kapitel Gösta Berling, poeten). Thomas Carlyles Stil wird oft als Vorbild für die Sprache in Gösta Berling genannt. Selma Lagerlöf schafft eine Ich-Erzählerin, die häufig im Stil des Chores in der antiken Tragödie die Handlung kommentiert (Beispiel: „O Gott!“ - aus dem Kapitel Den stora björnen i Gurlita klätt) oder sich direkt an den Leser wendet (Beispiel: „Ich bitte euch, lest und liebt sie [die Verse]“ - aus dem Kapitel Auktionen på Björne). Ein häufig angewendetes Stilmittel ist die effektvolle und steigernde Wiederholung. So leitet sie das Kapitel Julnatten ein mit den Worten „Sintram heißt der bösartige Bergwerksbesitzer auf Fors“. Die nächsten drei Abschnitte beginnen jeweils: „Sintram heißt er, und ...“, worauf er näher charakterisiert wird. Der folgende Abschnitt führt dann wirkungsvoll mitten in die Handlung: „Sintram heißt er, und einmal kam er nach Ekeby“. Kennzeichnend ist die außerordentliche Dynamik der Sprache. Schon der erste ungeduldige Satz des Romans macht das deutlich: „Endlich stand der Pfarrer auf der Kanzel.“
Geschickt schafft die Ich-Erzählerin Distanz zwischen dem Roman und dem Leser. Mehrmals werden die Geschichten als alte Sagen bezeichnet, und die Ich-Erzählerin stellt es dem Leser mehrfach ausdrücklich frei, ob er das alles glaubt oder nicht. Im letzten Absatz des Romanes werden die Geschichten als „Riesenbienen der Fantasie“ beschrieben, die sich selbst darum kümmern müssen, wie sie in den „Bienenkorb der Wirklichkeit“ passen. Nur so konnte Selma Lagerlöf, ein privat – wie man aus Briefen weiß – durchaus skeptischer und rationaler Mensch, das ihr am Herzen liegende Thema angemessen behandeln.
Auch die bewusst gekünstelte Sprache ist nicht etwa Selma Lagerlöfs natürliches Idiom, sondern eine absichtsvoll geschaffene Sprache, die sie brauchte, um den richtigen Ton für die phantastischen Geschichten zu finden.
Charakteristisch für Gösta Berling ist Selma Lagerlöfs Episodentechnik: Ein ganzer Roman wird aus einzelnen Kapiteln aufgebaut, die in sich jeweils selbstständige Erzählungen darstellen. Diese Technik behält sie ihr ganzes Leben bei, auch wenn in späteren Werken die Kapitel enger miteinander verknüpft sind. In Gösta Berling hingegen führen viele Kapitel eine Art Eigenleben innerhalb des Romans: Zahlreiche Kapitel enthalten Geschichten (beispielsweise über Liljecrona und sein Heim, über das Buch, das Onkel Eberhard geschrieben hat, oder über das Kartenspiel der Kavaliere auf dem Grab des toten Aquilon), die mit der Haupthandlung des Romans kaum etwas zu tun haben.

## Bedeutung
Gösta Berling war Selma Lagerlöfs erster Roman, und nach zunächst schlechten Kritiken und schleppendem Verkauf war Gösta Berling auch ihr Durchbruch. Mit seiner locker gefügten Struktur und seiner phantasievollen, die Grenzen des Realen sprengenden Handlung, setzte sich Selma Lagerlöf über damals übliche Muster hinweg. Bis heute gehört Gösta Berling zu den bekanntesten und am meisten gelesenen schwedischen Büchern überhaupt. Zugleich wird Gösta Berling zu Selma Lagerlöfs größten Meisterwerken gerechnet.
Besonders bemerkenswert ist, wie Selma Lagerlöf durch die Aneinanderfügung von eher selbstständigen Einzelkapiteln eine größere Einheit schafft. Gerade durch die episodenartige Erzähltechnik gelingt es ihr, eine ganze Landschaft mit den dort lebenden Menschen, ihrer Lebensweise, ihren Traditionen und Gebräuchen darzustellen und zu schildern.
In Gösta Berling schlägt Selma Lagerlöf viele Themen an, die sie ihr Leben lang begleiten werden: Die Landschaft, in der Gösta Berling spielt, ist auch der Schauplatz der Romane Liljecronas Heim und Der Kaiser von Portugallien. Sogar Orts- und Personennamen aus Gösta Berling tauchen in den beiden Romanen wieder auf. Die segensreiche Wirkung der Arbeit spielt auch in Die Wunder des Antichrist und Jerusalem eine wichtige Rolle. Der Sieg der Liebe ist ohnehin ein durchgehendes Thema bei Selma Lagerlöf.
In stilistischer Hinsicht blieb Gösta Berling freilich ein Einzelgänger. Schon in ihrem nächsten Roman, Die Wunder des Antichrist, pflegte sie einen schlichteren Stil, den sie im Lauf ihres Lebens immer mehr vereinfachte.

## Verfilmungen und Vertonungen

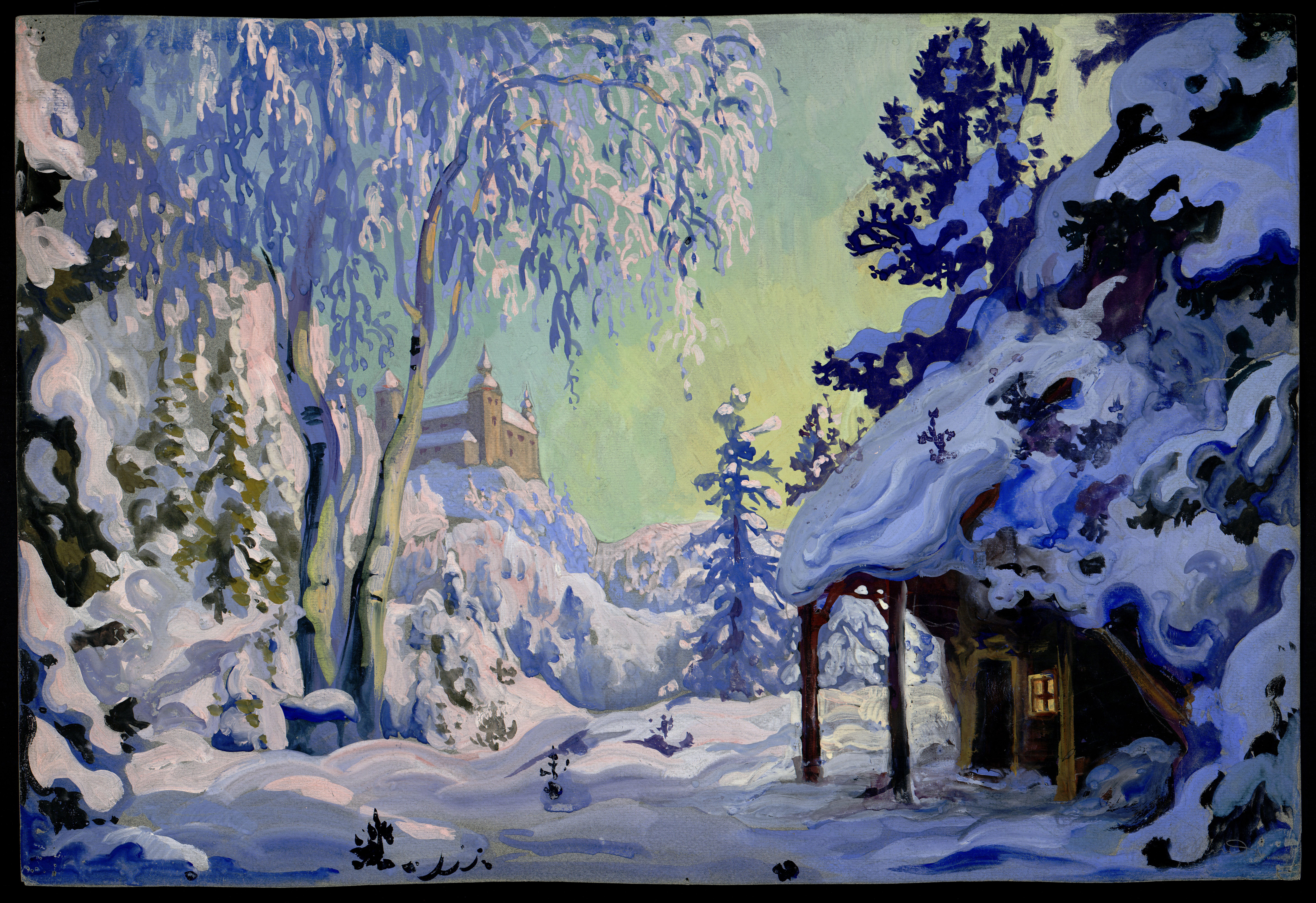
Szenografie für das Teatro alla Scala, Darstellung der Oper I cavalieri di Ekebù

### Verfilmung
Gösta Berling wurde 1924 von dem schwedischen Regisseur Mauritz Stiller, der auch das Drehbuch schrieb, verfilmt (siehe Gösta Berling (Film)). Die Spieldauer dieses Stummfilms beträgt 165 Minuten. Die Titelrolle wurde von Lars Hanson gespielt, die Rolle der Elisabeth Dohna spielte die damals 19-jährige Greta Garbo.
1987 wurde das Werk vom NDR in der Reihe DER FILMCLUB in einer Musikfassung wieder gesendet, die Jürgen Lamke im Auftrag des NDR für Klarinette, Violine, Violoncello und Klavier erstellt hat. Das Schwedische Filminstitut gab 2006 eine neu restaurierte Version mit einer Orchesterfassung von Matti Bye heraus.

### Vertonung
Riccardo Zandonais Oper I cavalieri di Ekebù aus dem Jahr 1925, nach einem Libretto von Arturo Rossato, hat Gösta Berling als Vorlage. Die Oper erfreute sich besonders in Schweden einer triumphalen Premiere.

## Zitate
- Med dunder och brak brusade äventyrens vilda jakt runtom Lövens långa sjö. På långt håll hördes dess dån. Skogen sviktade och föll, alla ödeläggelsens makter sluppo lösa. Vådelden flammade, forsen härjade, vilddjuren ströko hungriga kring gårdarna. („Mit Donner und Lärm brauste die Wilde Jagd des Abenteuers rund um den langen Löven-See. Auf weite Entfernung hörte man ihr Getöse. Der Wald gab nach und fiel, alle Mächte der Zerstörung kamen los. Das Feuer loderte, Überschwemmungen verwüsteten, und wilde Tiere strichen hungrig um die Höfe.“) – aus dem Kapitel Auktionen på Björne.
- O, sena tiders barn! Jag har ingenting nytt att berätta er, endast det, som är gammalt och nästan glömt. Sägner har jag från barnkammeren, där de små sutto på låga pallar kring sagoberätterskan med det vita håret, eller från stockelden i stugan, där drängar och torpare sutto och språkade, medan ångan rykte från deras våta kläder och de drogo knivar ur läderslidan vid halsen för att breda ut smör på tjockt, mjukt bröd, eller från salen, där gamla herrar sutto i vaggande gungstolar och, livade av den ångande toddyn, talade om flydda tider. („O, Kinder späterer Zeiten! Ich habe euch nichts Neues zu erzählen, nur das, was alt und fast vergessen ist. Sagen habe ich aus dem Kinderzimmer, wo die Kleinen auf niedrigen Schemeln um die Märchenerzählerin mit den weißen Haaren saßen, oder vom Holzfeuer in der Hütte, wo die Knechte und Kätner saßen und sich unterhielten, während der Dunst aus ihrer feuchten Kleidung drang und während sie Messer aus der um den Hals gehängten Lederscheide zogen, um Butter auf dickes, weiches Brot zu schmieren, oder von Sälen, wo alte Herren in wiegenden Schaukelstühlen saßen und, belebt vom dampfenden Punsch, von vergangenen Zeiten sprachen.“) – aus dem Kapitel Spökhistorier.
- Här ha nu fantasiens jättebin svärmat omkring oss under år och dag, men hur de ska komma i in verklighetens kupa, det få de sannerlingen se sig om. („Hier sind nun die Riesenbienen der Fantasie Jahr und Tag um uns geschwärmt, aber wie sie in den Bienenkorb der Wirklichkeit kommen, darum müssen sie sich wahrlich selber kümmern.“) – aus dem Kapitel Margareta Celsing.

## Ausgaben

### Schwedisch
- Gösta Berlings saga. Albert Bonniers Förlag, Stockholm 1994, ISBN 91-0-055787-0.

### Deutsch
- Gösta Berling. 10. Auflage. Deutscher Taschenbuch-Verlag, München 1997, ISBN 3-423-12461-X.
- Die Saga von Gösta Berling, aus dem Schwedischen übersetzt von Paul Berf, mit einem Nachwort versehen von Thomas Steinfeld, AB – Die Andere Bibliothek 2015, ISBN 978-3-8477-0369-3 (Reihe Die Andere Bibliothek Band 369).